# Kamie Crawford

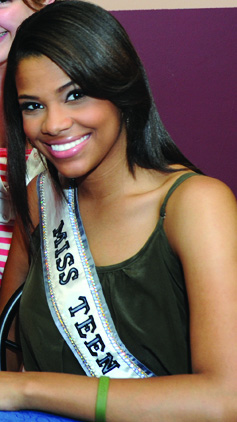
Kamie Crawford, 2011

Kameran „Kamie“ Crawford (* 25. Oktober 1992 in Potomac, Maryland) ist eine US-amerikanische Schauspielerin, die am 24. Juli 2010 im Atlantis Paradies Island Resort auf den Bahamas zur Miss Teen 2010 gekrönt wurde.

## Leben und Karriere
Kamie Crawford wurde am 25. Oktober 1992 in Potomac, Maryland geboren. Crawford ist das älteste von fünf Geschwistern, sie hat einen vielfältigen Hintergrund, der jamaikanische, deutsche, englische, kubanische, indianische und afroamerikanische Vorfahren umfasst.
Crawford wurde vor ihrem Sieg am 1. November 2009 bei der Wahl zur Miss Teen USA für das medizinische Programm der Congressional Student Leadership Conference an der Georgetown University ausgewählt. Im Jahr 2010 machte Crawford dann ihren Abschluss an der Winston Churchill High School. Im September 2010 meldete sich Crawford für Kurse an der New York Film Academy an und belegte gleichzeitig einige Grundkurse an einem örtlichen College. Ihr Studium schloss sie an der Fordham University im Jahr 2015 mit einem Abschluss in Kommunikation und Medien ab und begann eine Karriere im Fernsehen und als Moderatorin.
Im Jahr 2013 unterschrieb Crawford bei der Modeling-Agentur JAG Models.
Als Max Joseph im Jahr 2019 seinen Ausstieg aus der MTV-Reality-Show Catfish – Verliebte im Netz bekanntgab, war Crawford vorerst einer der verschiedenen Gäste in Staffel 7, die als Co-Moderator dabei waren. Seit Staffel 8 ist Crawford ein fester Bestandteil der Moderation von Catfish an der Seite von Nev Schulman.

## Filmografie
- 2012: Gordon Ramsays Höllenküche (Fernsehserie, 1 Folge)
- 2018–: Catfish – Verliebte im Netz (Fernsehserie)
- 2021: Sweet Life: Los Angeles (Fernsehserie, 1 Folge)